# Bitwa o Drawsko
Bitwa o Drawsko – bitwa stoczona w dniach 4–5 marca 1945 roku o Drawsko Pomorskie,  podczas II wojny światowej, jedna z  bitew operacji pomorskiej.
Na początku marca 1 Armia Wojska Polskiego, a w jej składzie 4 Pomorska Dywizja Piechoty walczyła w ramach operacji pomorskiej 1 Frontu Białoruskiego. Zadaniem 1 AWP było dojście do Bałtyku i zablokowanie wojskom niemieckim dróg odwrotu na zachód i w stronę morza. Uderzenia 1 AWP były skierowane przeciwko X Korpusowi SS i Grupie Korpuśnej „von Tottau”, które broniły pozycji ryglowej Wału Pomorskiego, na linii: Nadarzyce – Będlino – Łowicz Wałecki. 1 marca sowiecka 3 Armia Uderzeniowa przełamała obronę Niemców koło Recza i parła na północ. Na prawo od niej 1 AWP natrafiła na dobrze zorganizowaną obronę niemiecką. Wieczorem 2 DP zdobyła południową część Żabina i Bobrujsko, a 1 Warszawska Dywizja Piechoty wyszła na południe od Bobrujska. 2 marca gen. Popławski wzmocnił uderzenie wprowadzając do walki 4 DP, która przełamała obronę niemiecką w rej. Żabina i Wierzchowa i 3 marca wyszła do szosy Żabin - Siennica, a wieczorem w rejonie Bonina podeszła pod Stawno. 4 marca 4 DP wyszła pod Drawsko.
Miasto było umocnione i przygotowane do obrony. Broniły jej oddziały niemieckiego 310 pp ze 163 DP wsparte artylerią polową.
4 marca gen. Kieniewicz rozkazał 12 pułkowi piechoty prowadzić natarcie na Drawsko z rejonu Stawna. Pułk miał je opanować po sforsowaniu Drawy na płn. od Drawska, we współdziałaniu z 2/10 pp. W rejon Drawska jako pierwszy przybył 2/12 pp wspierany przez 3 działa pancerne.  Do 16:00 12 pp zdobył płd-wschodnią część miasta i przeszedł do obrony nad południowym brzegiem Drawy. Czołowe uderzenia nie rokowały powodzenia. Niemcy dobrze bronili północnej części miasta. Gen. Kieniewicz wydał rozkaz ataku na miasto z trzech stron: od południa 12 pp, od północnego wschodu 10 pułk piechoty, od północy 11 pułk piechoty. Saperzy zbudowali most na Drawie, przez który od 23:00 przeprawiły się bataliony 12 pp i jeden batalion 11 pp. Bataliony bezpośrednio po przeprawie uderzyły, spychając Niemców na północ. 11 i 12 pp nawiązały walki ok. 24:00 w północnej części miasta. Walki trwały o każdy dom, zamieniony przez Niemców w punkt obrony. Niemcy, zagrożeni okrążeniem, zaczęli się wycofywać. Walki trwały całą noc i zakończyły się rankiem 5 marca 1945 roku.
4 DP kontynuowała natarcie i do 6 marca zdobyła Rydzewo. W wyniku działań zaczepnych w rejonie Drawska, Złocieńca i Bierzwnicy związki taktyczne 1 AWP przesunęły się w walkach o 20 - 40 kilometrów na północ i dotarły do Połczyna i Rydzewa.
W walkach o Drawsko  Niemcy stracili 130 zabitych, 120 dostało się do niewoli. Polacy stracili 40 zabitych i kilkudziesięciu rannych. Oddziały polskie  zdobyły uzbrojenie i sprzęt wojenny. Żołnierzy polskich pochowano na polu walki. W czerwcu 1947 roku ekshumowano i pochowano powtórnie na cmentarzu w Drawsku.
Walki żołnierzy polskich o Drawsko zostały upamiętnione na Grobie Nieznanego Żołnierza w Warszawie, napisem na jednej z tablic po 1945 r.  „DRAWSKO  4 - 5 III 1945”.